# Pałac w Białej Wielkiej
Pałac w Białej Wielkiej – wybudowany w XVIII w., w miejscowości Biała Wielka.

## Historia
W klasycystycznym pałacu wybudowanym na planie prostokąta, zamieszkał Ignacy Zwierkowski, były konfederat barski. Jego syn Walenty, żołnierz napoleoński po klęsce swojego wodza również zamieszkał w Białej Wielkiej. W 1852 r. pałac nabył Adolf Ludwik Schuetz, przybyły z Saksonii. W 1945 r. majątek znacjonalizowano, a w pałacu w Białej powstała szkoła. Obiekt jest częścią zespołu pałacowego, w skład którego wchodzi także park, w którym znajduje się staw oraz m.in. platan, tulipanowiec.